# Vápenické jezero
Vápenické jezero je přírodní památka evidenční číslo 5834 v okrese Příbram ve Středočeském kraji. Nachází se na katastrálním území Nedrahovické Podhájí a Vápenice u Vysokého Chlumce, zhruba 1,5 km východně od Vysokého Chlumce v nadmořské výšce 404–407 m. Přírodní památka tvoří podstatnou část území, chráněného zároveň jako evropsky významná lokalita Vápenické jezero. Chráněné území je ve správě Krajského úřadu Středočeského kraje.

## Charakteristika území
Lokalita se nachází v pánvi Sedlčanské kotliny, která je součástí geomorfologického celku  Benešovská pahorkatina. Ústřední částí chráněného území je vodní nádrž o ploše 2,5 ha s písčitým dnem. Tato nádrž je napájená především z pramenišť a z menší části místním povrchovým tokem. Voda z nádrže napájí sousední rybník Olešný. Zhruba dvě třetiny nádrže jsou zarostlé porosty orobinců. Předpokládá se, že celá soustava rybníků v okolí Vápenice, tzv. Vápenických jezer, byla založena v 16. století rybníkářem Jakubem Krčínem z Jelčan a Sedlčan. 

## Předmět ochrany
Chráněné území s rozlohou 8,58 ha bylo vyhlášeno 30. srpna 2013. Důvodem jeho zřízení je ochrana evropsky významné lokality s výskytem silně ohrožené žáby kuňky ohnivé. V oblasti Vápenického jezera se vyskytuje řada chráněných a ohrožených druhů rostlin a živočichů.

### Flóra
Z rostlin se zde vcelku hojně vyskytuje kriticky ohrožená bublinatka obecná (Utricularia vulgaris), dále ostřice trstnatá (Carex cespitosa) a vachta trojlistá (Menyanthes trifoliata).

### Fauna
Kromě několika druhů žab byla na lokalitě zaznamenána také ještěrka obecná (Lacerta agilis Linnaeus), užovka obojková (Natrix natrix) a slepýš křehký (Anguis fragilis). Z ptactva se zde vyskytuje rákosník velký (Acrocephalus arundinaceus), cvrčilka slavíková (Locustella luscinioides), ledňáček říční (Alcedo atthis), pochop rákosní (Circus aeruginosus), potápka roháč (Podiceps cristatus) a volavka popelavá (Ardea cinerea). Byly zde zaznamenány také stopy výskytu vydry říční (Lutra lutra).